# Catamarà
Un catamarà (Del tàmil kattumaram que significa literalment "fusta lligada") és un tipus d'embarcació multibuc amb dos bucs units. Existeixen embarcacions amb aquesta configuració des de petites eslores a grans vaixells, i amb propulsió a vela o de forma convencional amb motors.

## Història
El catamarà ha estat utilitzat des de fa segles pels paravas, una comunitat de pescadors de la costa de Tamil Nadu. Foren usats el segle v aC per envair Birmània, Indonèsia i Malàisia. Un altre tipus similar d'embarcació, la canoa polinèsia (outrigger) és també molt resistent i va permetre la colonització de Polinèsia.
Tot i ser mil·lenaris, els catamarans s'han introduït recentment en el disseny d'embarcacions esportives i recreatives. A Badalona al segle xx es va popularitzar el Patí de vela, un tipus de catamarà recreatiu.

## Galeria

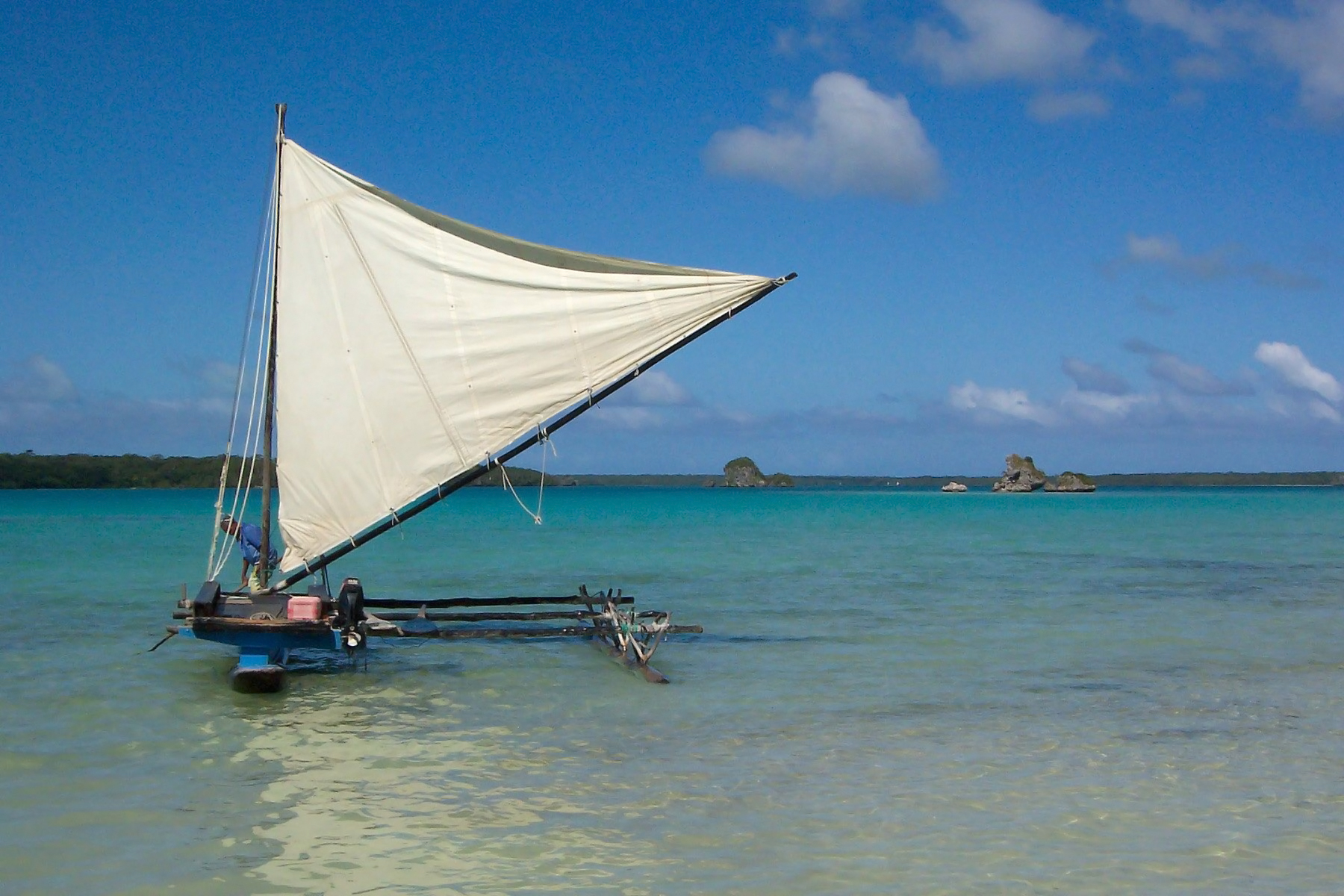
Canoa polinèsia
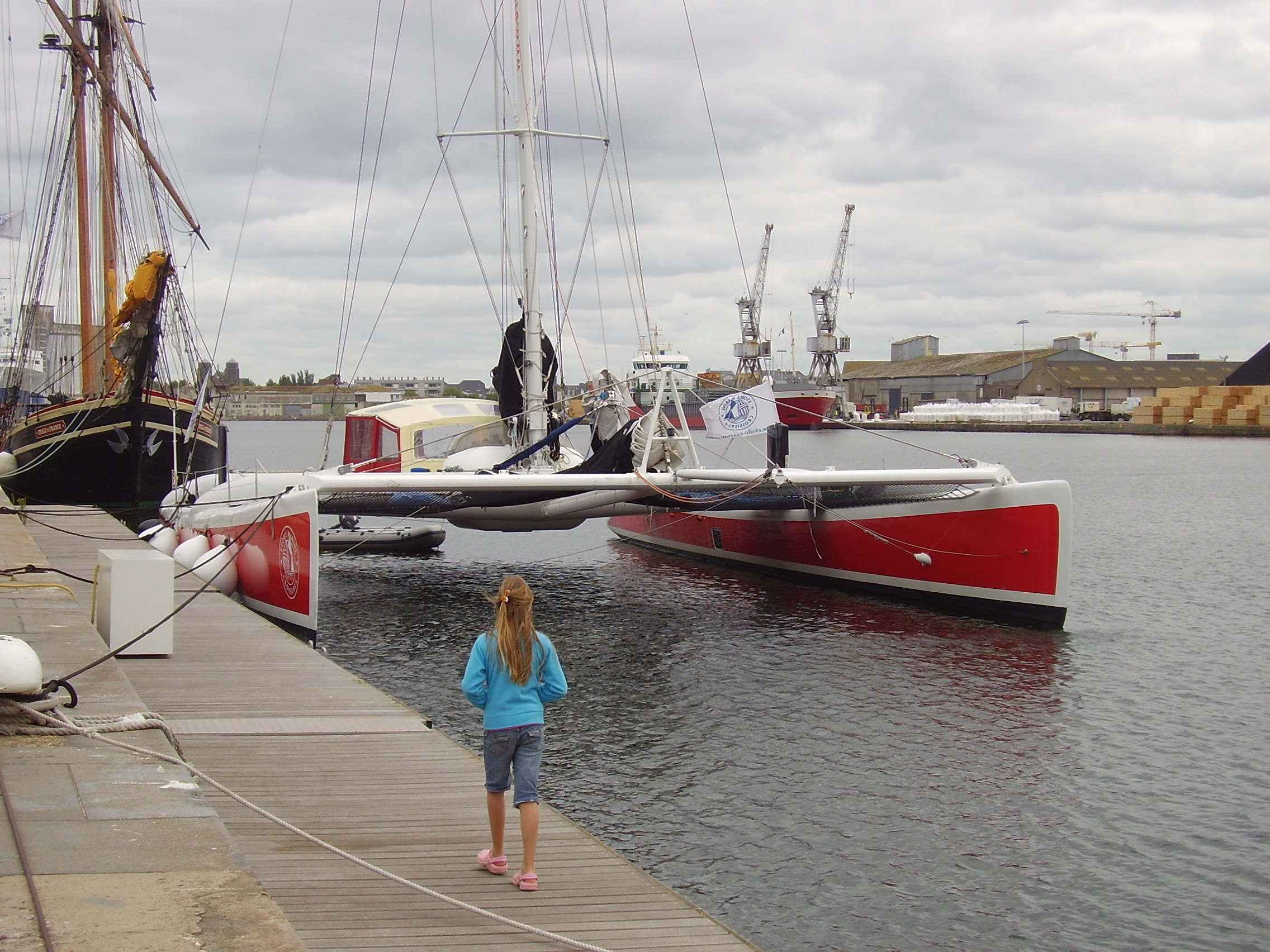
Catamarà esportiu modern
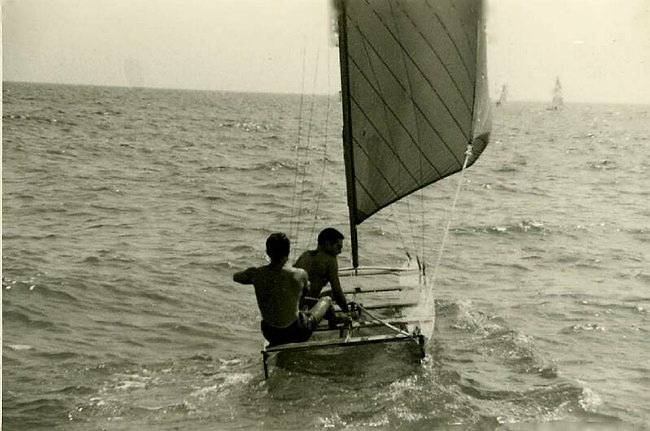
Patí de vela
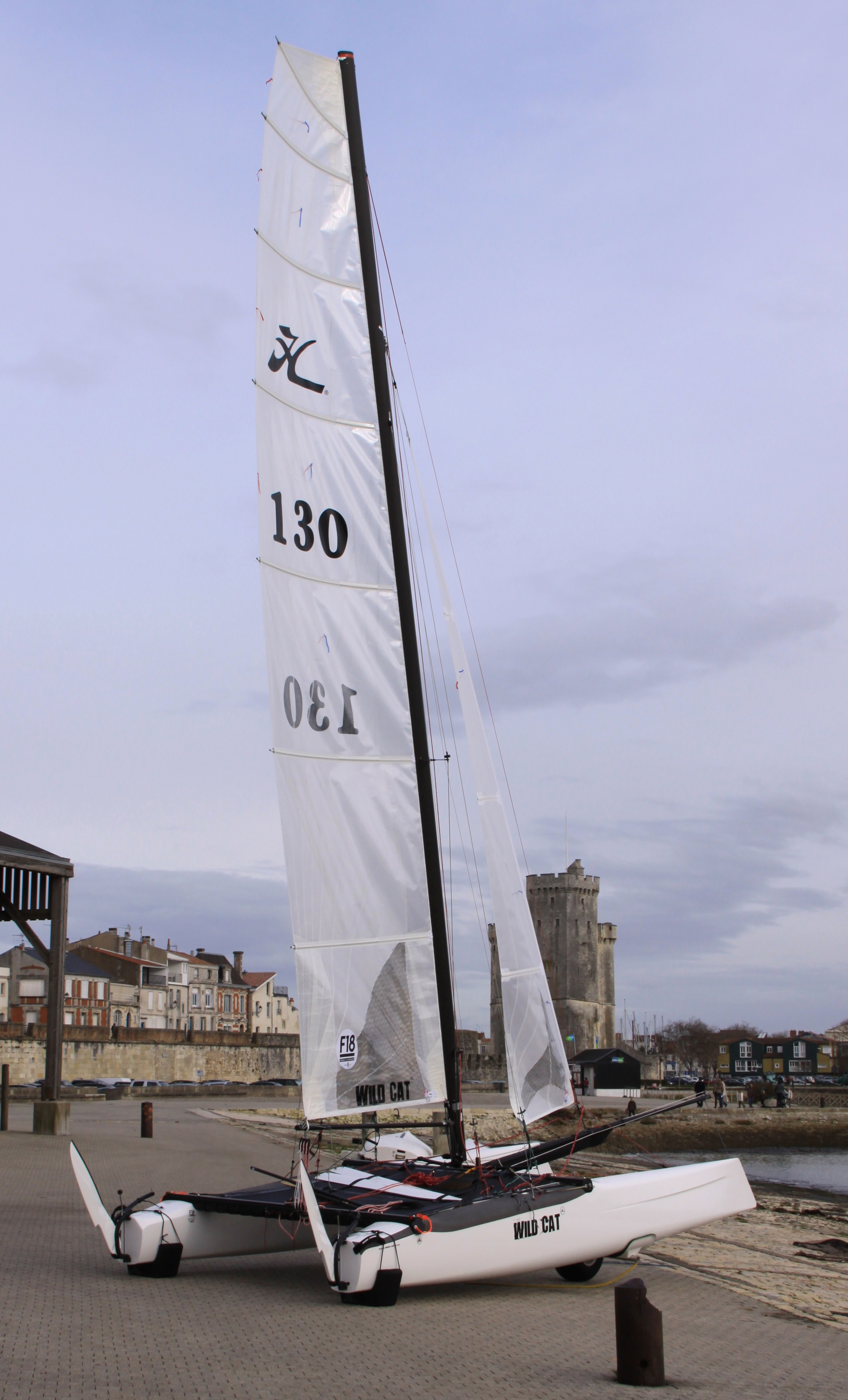
Catamarà lleuger de competició
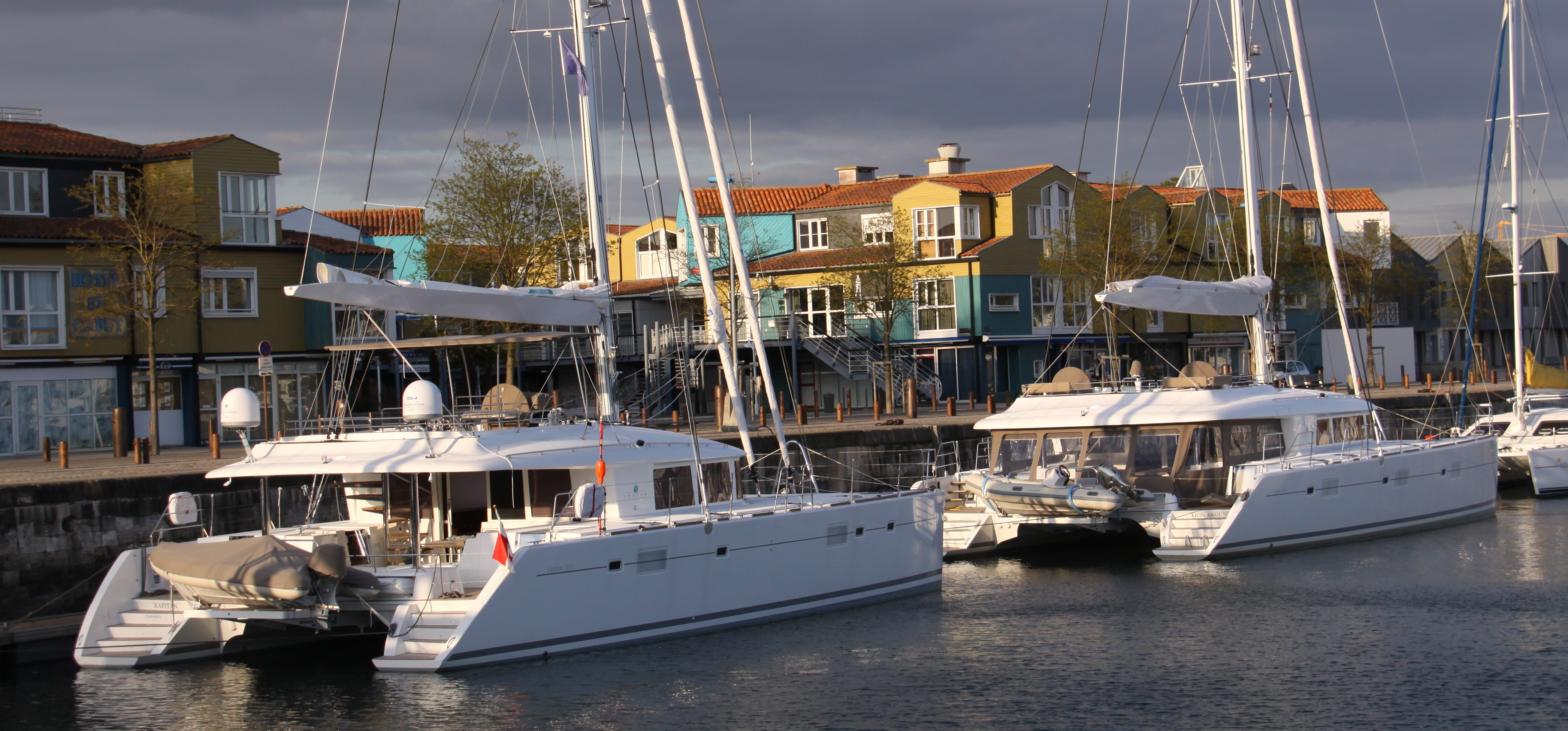
Iots de creuer Lagoon